# HMS Willowherb (K283)
HMS Willowherb (K283) je bila korveta izboljšanega razreda Flower, ki je med drugo svetovno vojno plula pod zastavo Kraljeve vojne mornarice.

## Zgodovina
Ladjo je kot USS Vitality (PG-100) naročila Vojna mornarica ZDA, po splovitvi pa jo je predala v sklopu programa Lend-Lease Kraljevi vojni mornarici, ki jo je nato preimenovala v HMS Willowherb. 11. junija 1946 je bila vrnjena ZDA, kjer pa ni več vstopila v vojaško uporabo. Naslednje leto jo je vojska prodala.